# Smilax laurifolia
Smilax laurifolia, auch Sarsaparille oder Sassaparille genannt, ist eine Pflanzenart aus der Gattung Stechwinden (Smilax) innerhalb der Familie der Stechwindengewächse (Smilacaceae). Sie ist in den südöstlichen Vereinigten Staaten verbreitet und gedeiht entlang der Golfküste und den Atlantischen Küstenebenen von Texas bis nach New Jersey, ihr Verbreitungsgebiet im Inland bis nach Arkansas, Oklahoma und Tennessee ausdehnt. Sie kommt außerdem auf Kuba und den Bahamas vor. Von der TNC wird Smilax laurifolia als „sicher“ („G5“) eingestuft. Englischsprachige Trivialnamen sind: laurel greenbrier, laurelleaf greenbrier, bamboo vine, blaspheme vine.

## Beschreibung

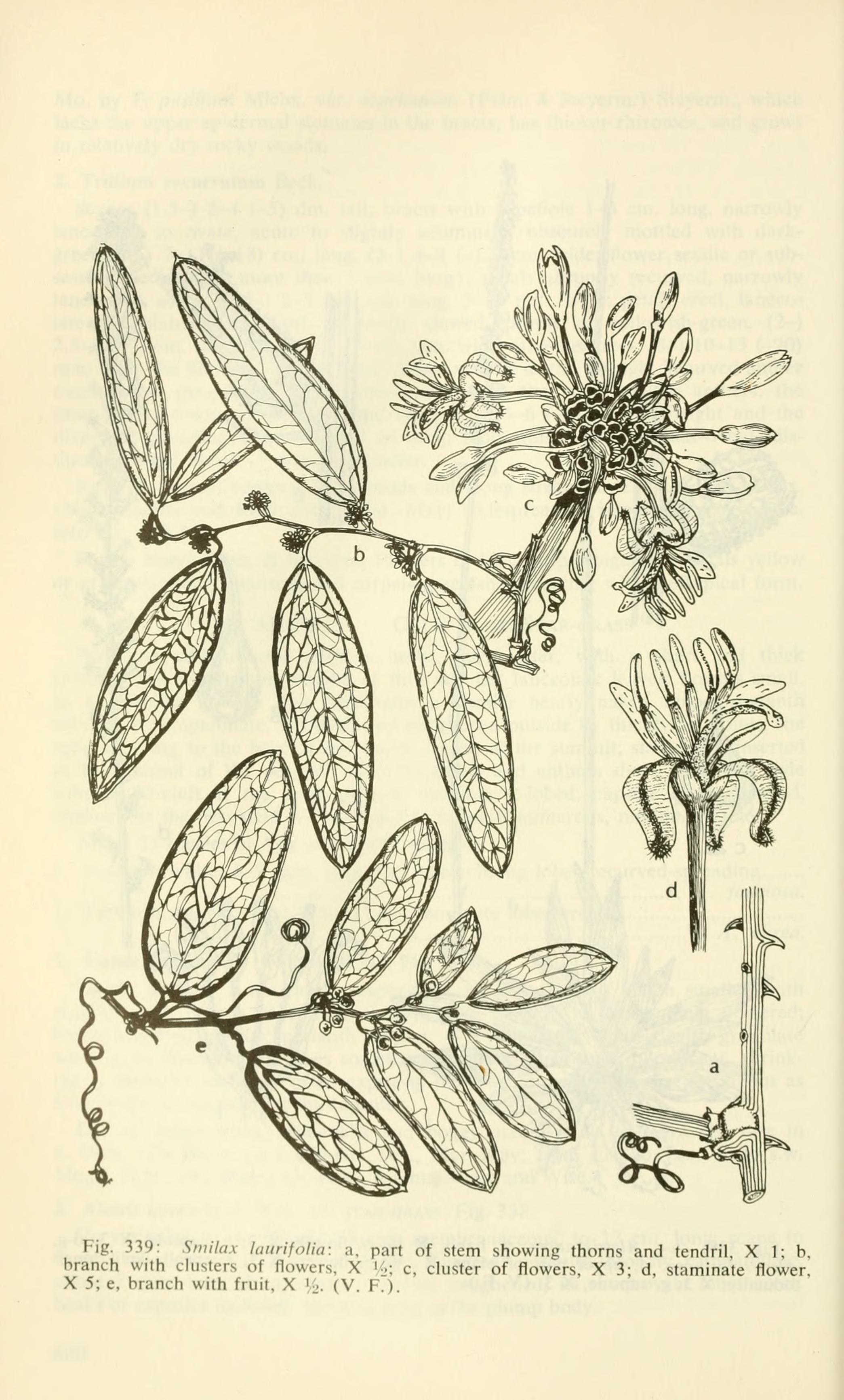
Illustration aus Aquatic and wetland plants of southwestern United States, S. 662

### Vegetative Merkmale
Smilax laurifolia ist eine immergrüne, verholzende Kletterpflanze, die dickichtartige Kolonien bildet und die übrige Vegetation überwuchert. Die Sprossachsen erreichen Längen von 5 Metern und mehr. Sie sind mit Dornen, die mehr als 1 Zentimeter lang werden können, „teuflisch bewaffnet“. Die Pflanzen entwickeln sich aus einem riesigen verholzten röhrenartigen Rhizom. Die Sprossachsen können bis zu 7 Zentimeter pro Tag wachsen.
Die Laubblätter sind in Blattstiel und Blattspreite gegliedert. Die Blattstiele sind gedreht und bringen die Blattspreiten in eine aufrechte Position. Die einfache, lederige Blattspreite ist gerade und bei einer Länge von etwa 13 Zentimetern sowie bei einer Breite von etwa 6 Zentimetern lanzettlich oder oval.

### Generative Merkmale
Bis zu 25 Blüten stehen in einem seitenständigen, doldigen Blütenstand zusammen. Die zwittrigen Blüten sind dreizählig. Die weißlichen oder gelblichen Perigonblätter weisen eine Länge von etwa 0,5 Zentimetern auf.
Die glänzende schwarze Beere besitzt einen wachsartigen Überzug und einen Durchmesser von 5 bis 8 Millimetern.
Die Beeren reifen in der zweiten Vegetationsperiode nach der Befruchtung.

## Standortbedingungen
Smilax laurifolia wächst in Mooren, Brüchen und sumpfigen Gebieten. In Pocosins ist sie die dominante Art. Die Böden sind feucht bis wassergesättigt, die Standorte werden oft überschwemmt. Sie ist in den Everglades häufig und „charakteristisch“ für den Unterwuchs im Okefenokee Swamp. Mit ihr vergesellschaftet sind Sumpfzypresse, Schwarzer Tupelobaum (N. sylvatica), Sumpf-Magnolie (Magnolia virginiana), Gordonia lasianthus, Persea borbonia, Rot-Ahorn (Acer rubrum), Ilex cassine, Cyrilla racemiflora und Weiße Scheinzypresse (Chamaecyparis thyoides). Im Unterwuchs ist sie mit Lyonia lucida, Sommergrüner Traubenheide (Leucothoe racemosa), Amerikanischer Rosmarinweide (Itea virginica), Erlenblättriger Zimterle (Clethra alnifolia), Smilax walteri und Zenobia pulverulenta vergesellschaftet.
Sämlinge von Baumarten treten in Konkurrenz zu Smilax laurifolia laurifolia und werden teilweise unterdrückt, so wie die der Weißen Scheinzypresse. An sonnigen Plätzen wächst die Pflanze besser und kann undurchdringliche Dickichte bilden. Nach Brand oder Beschädigung treibt sie kräftig neu aus dem Rhizom heraus aus. Als schnell wachsende Kletterpflanze gilt sie in der Forstwirtschaft als Plage.
Zahlreiche Tierarten finden in den Dickichten Unterschlupf und Lebensraum, so Weißwedelhirsch, Rotluchs, Grauhörnchen, Diamant-Klapperschlange, Mississippi-Alligator, Anderson-Laubfrosch und der bedrohte Kokardenspecht. Smilax laurifolia kommt zusammen mit einer Reihe seltener Arten wie Kalmia cuneata, Peltandra sagittaefolia, Solidago verna und Lysimachia asperulifolia vor.

## Nutzung
Smilax laurifolia wurde von Indianer-Gruppen für medizinische Zwecke genutzt. Die Cherokee zum Beispiel nutzten die Pflanzen bei der Behandlung von Hautpilzen und Verbrennungen. Die röhrenartigen Rhizome wurden auch gegessen; die Choctaw verwendeten sie in frittierten Kuchen und im Brot.

## Taxonomie
Die Erstveröffentlichung von Smilax laurifolia erfolgte 1753 durch Carl von Linné in Species Plantarum, Seite 1030. Synonyme für Smilax laurifolia L. sind: Parillax laurifolia (L.) Raf., Smilax lanceolata L., Smilax virginiana Mill., Smilax alba Pursh, Smilax hastata var. lanceolata (L.) Pursh, Smilax laurifolia var. bupleurifolia A.DC.